# Homokszentgyörgy
Homokszentgyörgy é um município da Hungria, situado no condado de Somogy. Tem 49,64 km² de área e sua população em 2019 foi estimada em 1.108 habitantes.